# Jan Muller
Jan Muller (Amsterdam, 31 maart 1953 – aldaar, 6 maart 2024) was een Nederlands ontwerper, activist en galeriehouder van de voormalige Galerie K.I.S. in Amsterdam.
Muller was als ontwerper opgeleid aan de Gerrit Rietveld Academie. Werkend als lasser in Amsterdam raakte hij betrokken bij de provo- en kraakbeweging. Hij woonde jaren in het voormalige Handelsblad-complex in de Paleisstraat, schuin achter het Paleis op de Dam. Nadat galerie Aorta aldaar in 1988 de deuren sloot, begon hij Galerie K.I.S. voor jonge ontwerpers, die hij tot ca. 2018 draaiende wist te houden.
In het begin van de jaren negentig wist hij een Europees netwerk op te bouwen van nieuwe designgaleries, waarmee in 1994 te samen de eerste Casa Europea-designbeurs in het bouwcentrum van Antwerpen werd opgezet. Hierop volgde een beurs in Zuidlaren in de Prins Bernhardhoeve i.s.m. Wim van Krimpen, die de interieurbeurs aldaar al jaren organiseerde. Na nog een jaar Antwerpen en Zuid-Laren presenteerde hij het werk van jonge Nederlandse ontwerpers nog enkele jaren op enige beurzen in Londen onder de noemer van Craft design.
In april 2025 kwam de expositie ANTI-MUSEUM uit 1992 opnieuw in het nieuws, die Muller met de New Yorkse galeriehouder Hugo Martinez had georganiseerd. Voor deze expositie had een groep New Yorkse graffitikunstenaars, onder wie PHASE 2, enkele monumentale werken gemaakt in galerie K.I.S., die na te zijn hersteld in het voorjaar van 2025 werden tentoongesteld in het nieuwe Vrij Paleis in de Paleisstraat.

## Afbeeldingen

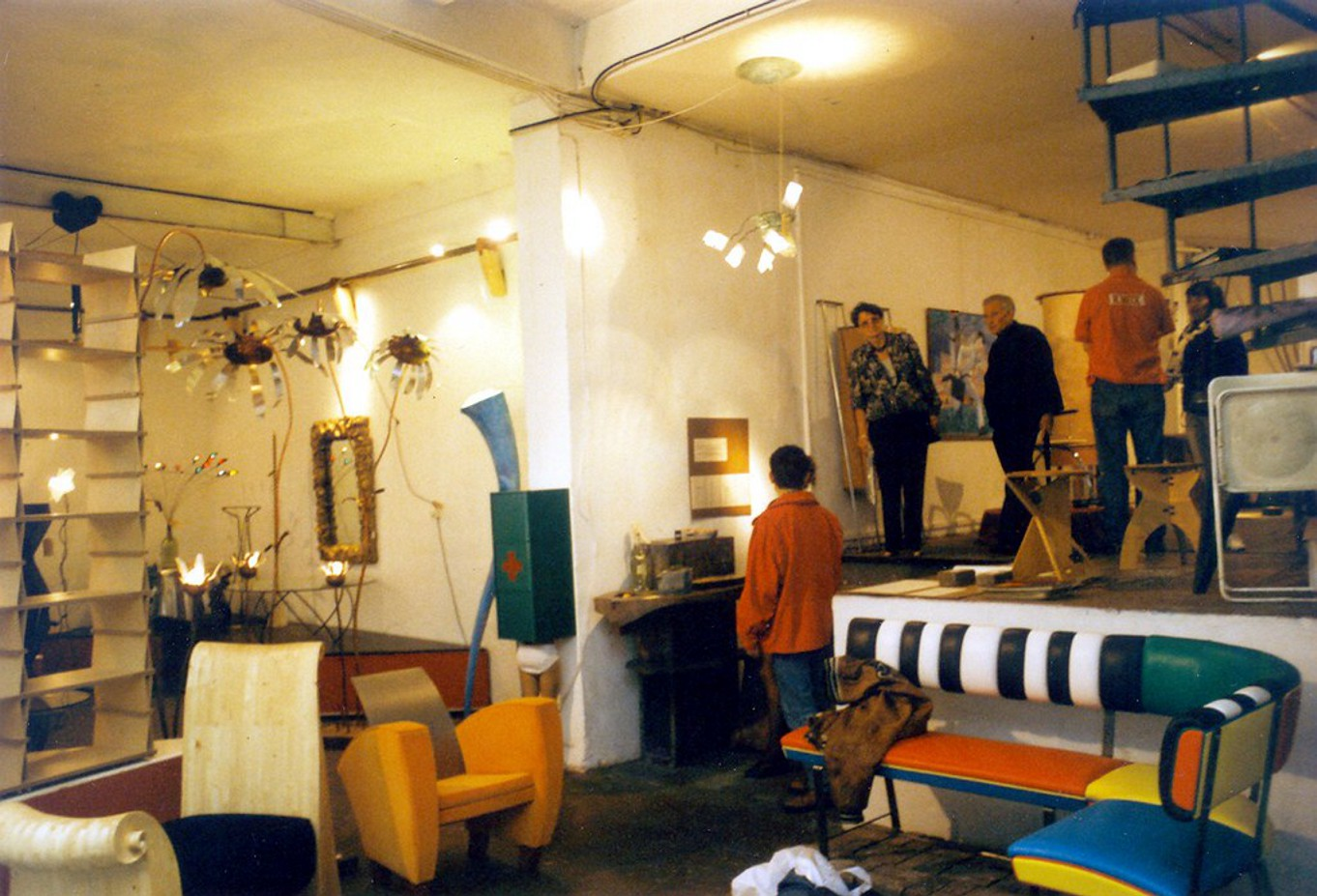
Galerie K.I.S., oktober 1993 met Muller (rechtsachter) in het zwart
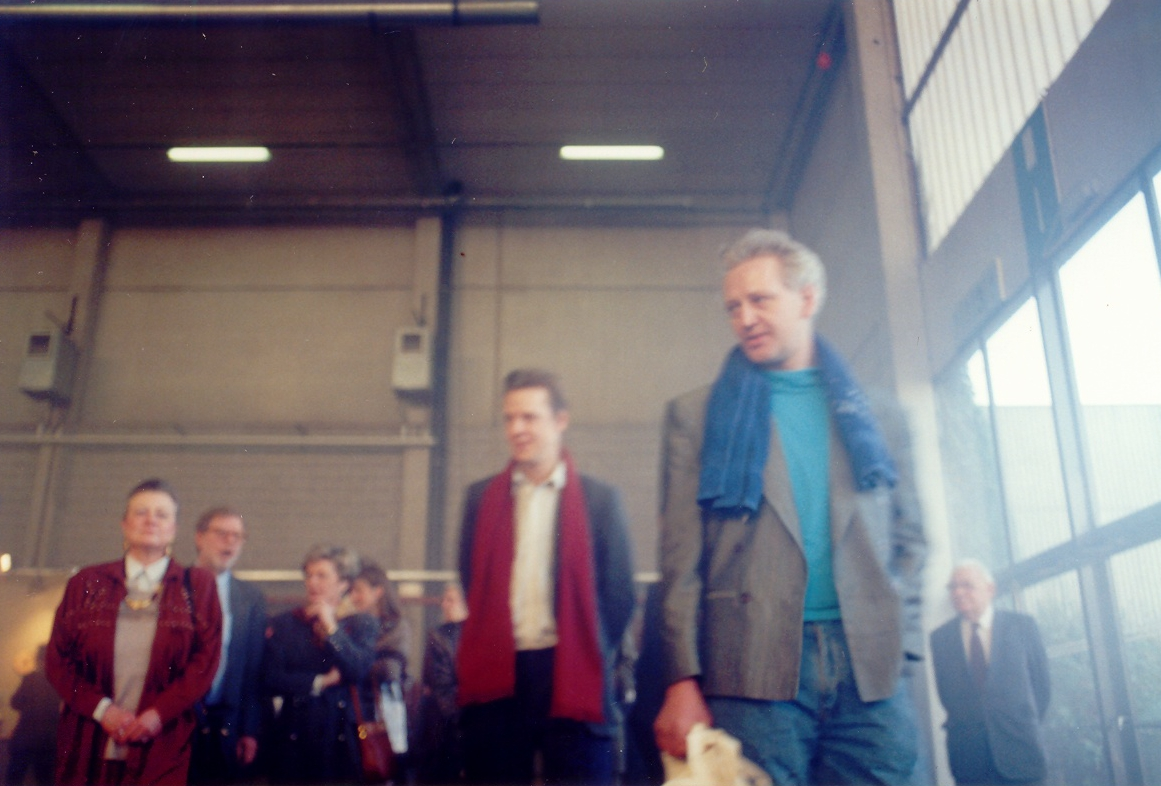
Jan Muller & Willy Lamain bij de opening van Casa Europea in Antwerpen in 1994
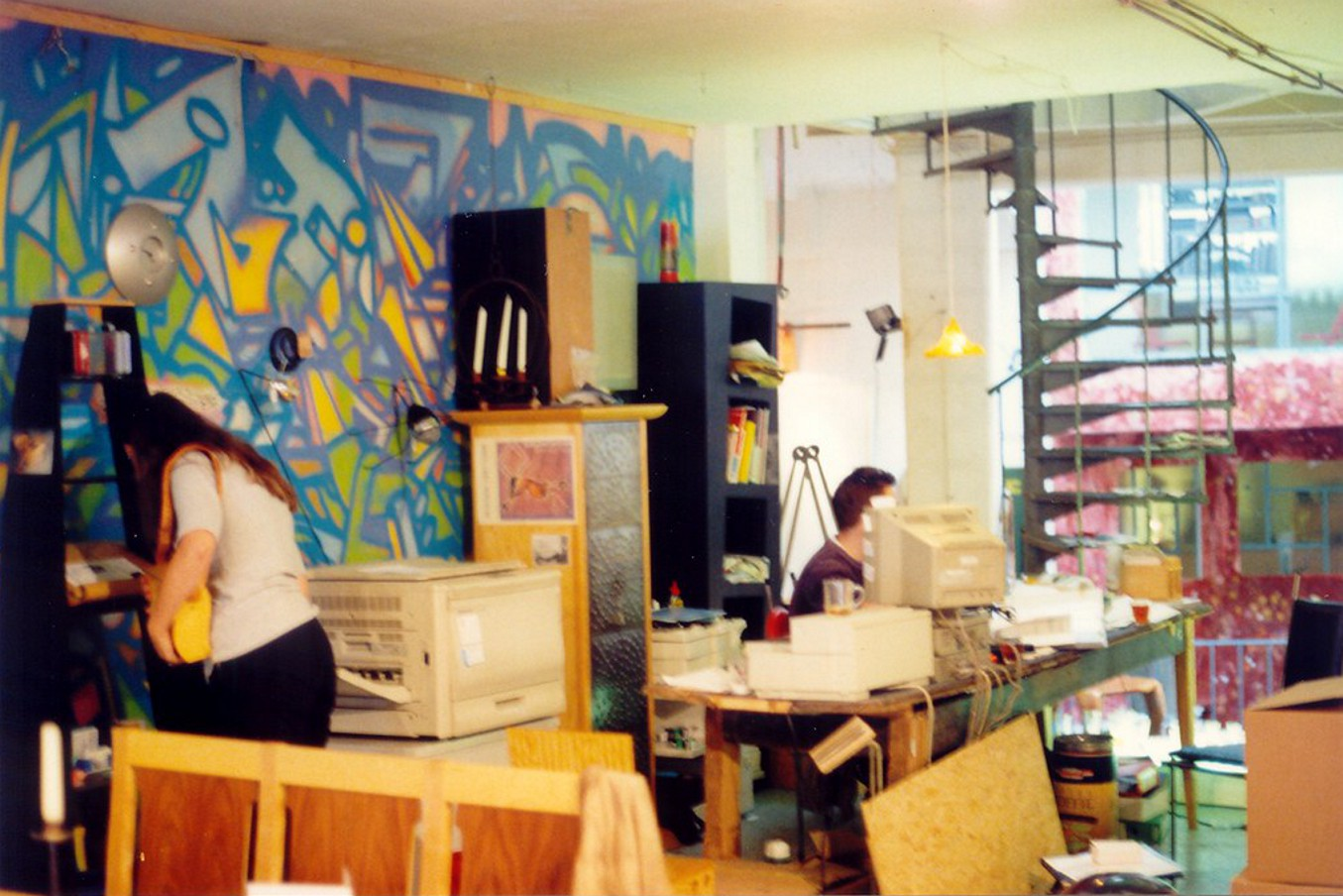
Open office in Galerie K.I.S. in 1997 met een fragment van werk van PHASE 2 op de achtergrond